# 에피소드 (시트콤)

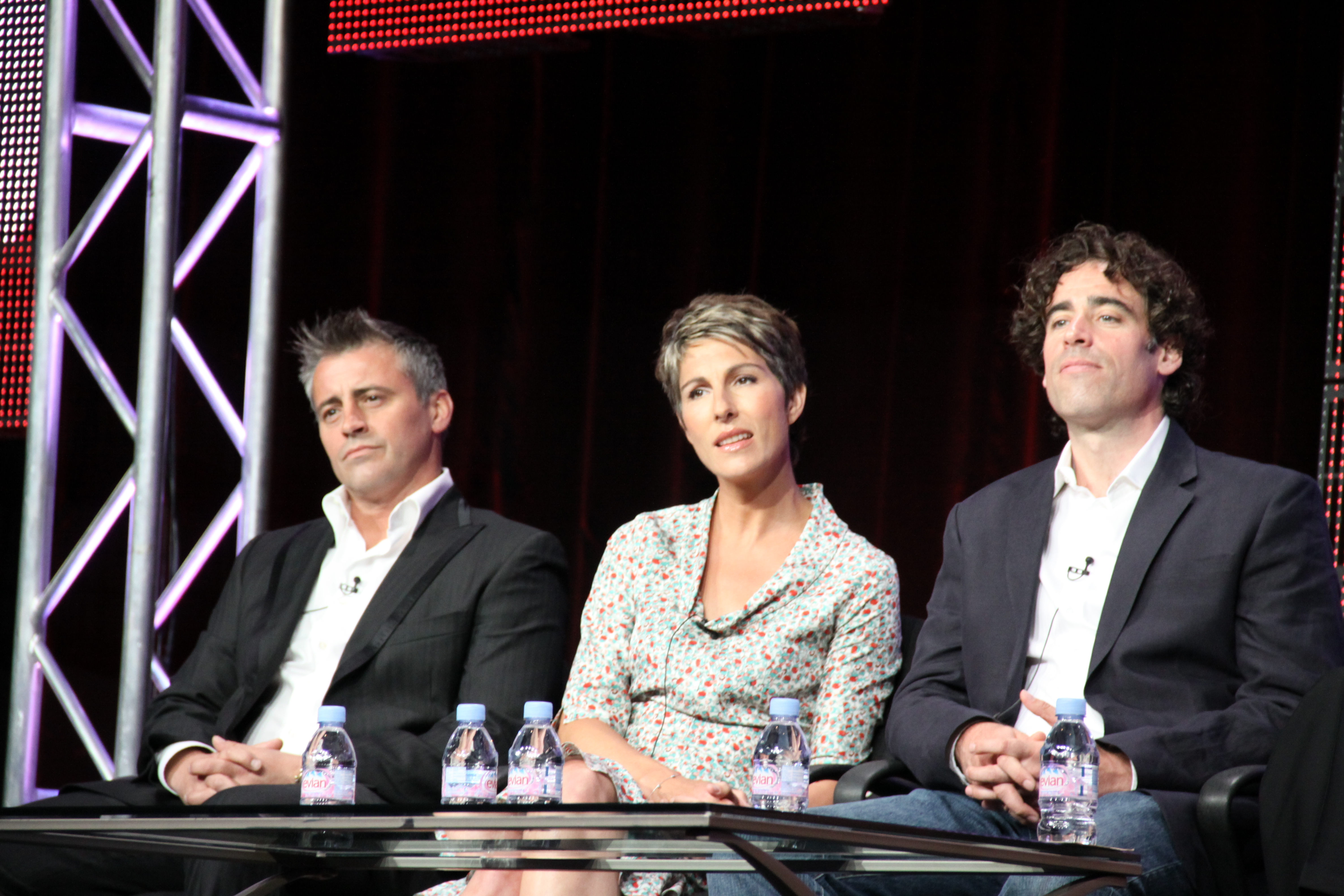

에피소드(Episodes)는 2011년 1월 19일부터 2017년 10월 8일까지 방영된 시트콤이다.